# Wilhelm Heinrich Burger-Willing
Wilhelm Heinrich Burger (* 28. Oktober 1882 in Kalk (heute Köln); † 1966 in Untermaubach im Rurtal), Künstlername Wilhelm Heinrich Burger-Willing, auch Willi Hans Burger-Willing, war ein deutscher Maler.

## Leben
Wilhelm Heinrich Burger ließ sich zunächst als Dekorationsmaler ausbilden. Von 1908 bis 1910 studierte er als Stipendiat an der Kunstakademie Düsseldorf, bis 1914 war er Meisterschüler von Professor Carl Ederer und Professor Eduard von Gebhardt.
Papst Pius XI., den er zu Beginn dessen Pontifikates gemalt hatte, verlieh dem Künstler den Ehrentitel eines päpstlichen Professors.
1935 siedelte sich der Maler in Untermaubach bei Düren an. In den Folgejahren hatte er eine rege Ausstellungstätigkeit, unter anderem 1941 an der Großen Deutschen Kunstausstellung in München und 1949 im Suermondt Museum in Aachen.
Burger Willing starb 1966 im Alter von 83 Jahren. Sein Urenkel ist der Kölner Fotograf und Galerist Robert Mohren.

## Wirken
Sein umfangreiches Werk umfasst in erster Linie Ölgemälde. In realistischer Malweise setzte sich der Künstler mit Menschen und Tieren in den Landschaftsräumen des Niederrheins, der holländischen Küste und besonders der Eifel auseinander. Weiterhin sind als Teilbereiche seines Werkes Interieurs, Charakterstudien, Porträts und Plastiken zu nennen.